# مارک پیگت
مارک پیگت (به انگلیسی: Mark Pigott) (زاده ۶ فوریه ۱۹۵۴) کارآفرین، بازرگان و مدیر ارشد اجرایی آمریکایی است، که در حال حاضر به‌عنوان مدیر عامل اجرایی و رییس هیئت مدیره شرکت خودروسازی پکار فعالیت می‌کند.